# Тересполь (Великопольське воєводство)
Тересполь (пол. Terespol, нім. Theresienau) — село в Польщі, у гміні Раконевиці Ґродзиського повіту Великопольського воєводства.
Населення — 136 осіб (2011).
У 1975-1998 роках село належало до Познанського воєводства.

## Демографія
Демографічна структура станом на 31 березня 2011 року:
|          | Загалом | Допрацездатний вік | Працездатний вік | Постпрацездатний вік |
| -------- | ------- | ------------------ | ---------------- | -------------------- |
| Чоловіки | 75      | 20                 | 49               | 6                    |
| Жінки    | 61      | 14                 | 32               | 15                   |
| Разом    | 136     | 34                 | 81               | 21                   |